# Clube Desportivo do Candal
O Clube Desportivo do Candal é um clube desportivo português, localizado no lugar de Candal, freguesia de Santa Marinha, cidade de Vila Nova de Gaia, distrito do Porto. O clube foi fundado em 06 de Junho de 1904 e o seu presidente actual chama-se Ismael Pereira de Oliveira Martins. Os seus jogos em casa são disputados no Complexo Desportivo do Candal - Estádio Rei Ramiro. São autores da conhecida expressão "sobe candal" -- utilizada dentro de campo.

## Futebol
O Clube Desportivo do Candal é a única equipa do Concelho de Gaia com duas equipas por escalão. No escalão de Juniores na época de 2010/11 tem uma equipa a representar na 2ª Divisão Nacional e outra equipa a representar na 1ª Divisão Distrital da AF Porto.
Nos Juvenis na época que se avizinha, o Candal fazer-se-á representar por uma equipa na 1ª Divisão Distrital da AF Porto e outra equipa na 2ª Divisão Distrital da AF Porto.
No escalão Iniciados haverá uma equipa a representar o campeonato Nacional de Iniciados e outra equipa também de iniciados a disputar a 2ª Divisão Distrital da AF Porto.
Possui uma Academia de Futebol intitulada "Os Reguilas".

### Classificações por época
| Época     | Nível       | Divisão                      | Classificação | Taça de Portugal |
| --------- | ----------- | ---------------------------- | ------------- | ---------------- |
| 2010/2011 | 4 (2ª fase) | 3ª Divisão                   | 10º           | 2E               |
| 2011/2012 | 5           | Divisão de Honra da AF Porto | 7º            | -                |
| 2012/2013 | 5*          | Divisão de Honra da AF Porto | 7º            | -                |
| 2013/2014 | 4           | Divisão de Elite da AF Porto | 10º           | -                |
| 2014/2015 | 4           | Divisão de Elite da AF Porto | 15º           | -                |
| 2015/2016 | 4           | Divisão de Elite da AF Porto | a decorrer    | -                |

Legenda das cores na pirâmide do futebol português
     1º nível (1ª Divisão / 1ª Liga) 
     2º nível (até 1989/90 como 2ª Divisão Nacional, dividido por zonas, em 1990/91 foi criada a 2ª Liga) 
     3º nível (até 1989/90 como 3ª Divisão Nacional, depois de 1989/90 como 2ª Divisão B/Nacional de Seniores/Campeonato de Portugal)
     4º nível (entre 1989/90 e 2012/2013 como 3ª Divisão, entre 1947/48 e 1989/90 e após 2013/14 como 1ª Divisão Distrital) 
     5º nível
     6º nível
     7º nível

## Palmares:
- 1.ª Divisão da AF Porto 1964/65
- 1.ª Divisão da AF Porto 2004/05

Notas:
- em 2013/14 acabou IIIª Divisão e a primeira competição distrital passou a nível 4